# Luke Mitchell

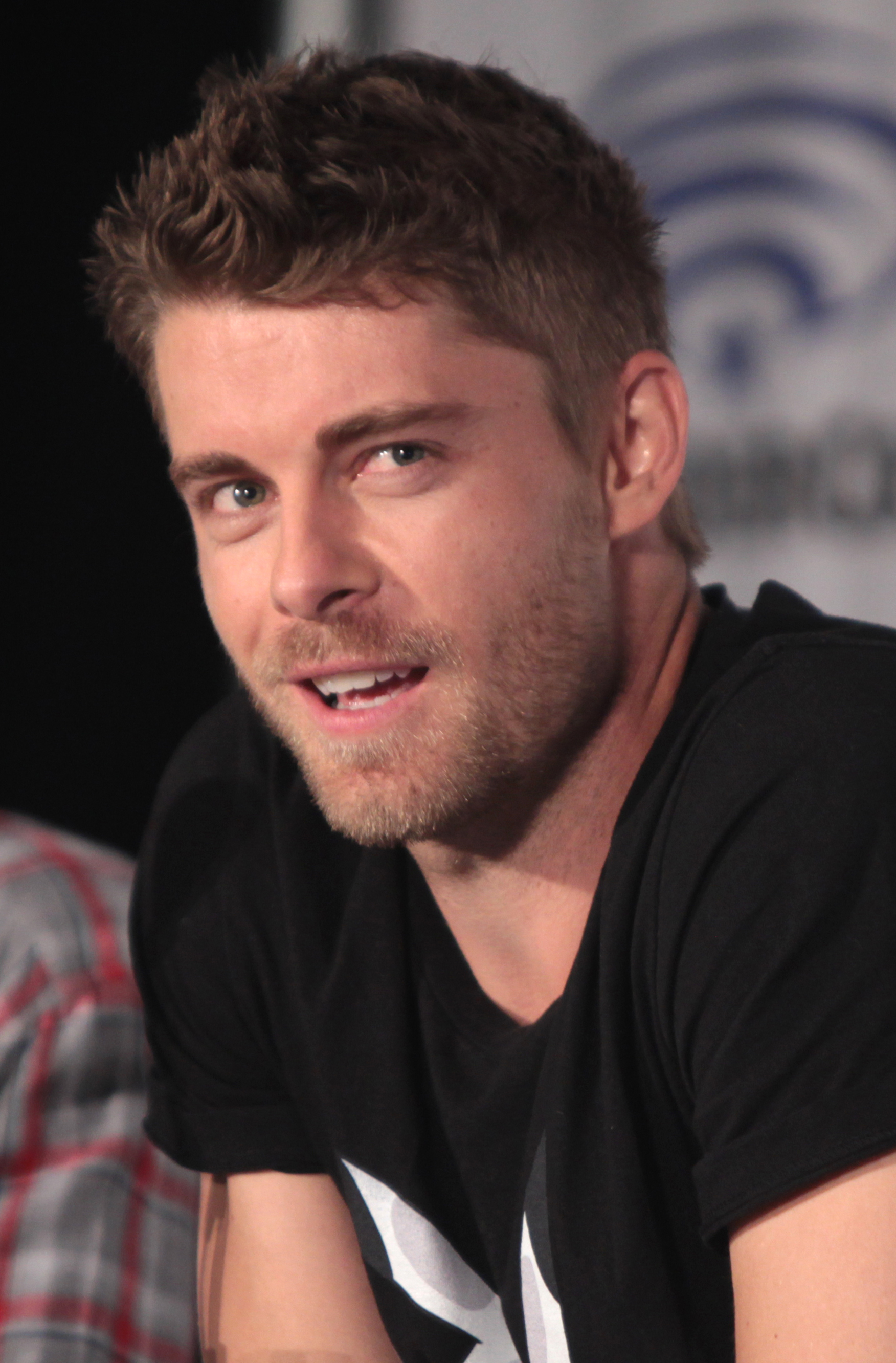
Luke Mitchell em 2016.

Luke Mitchell (Gold Coast, Austrália, 17 de abril de 1985) é um ator e modelo australiano. Luke interpretou John Young na série The Tomorrow People do canal The CW, Will Benjamin em H2O: Just Add Water., Romeo Smith em Home and Away e Chris Knight em Neighbours, Lincoln Campbell na série Agents of SHIELD da Marvel Comics do canal ABC Studios. Atualmente dá vida ao personagem Roman na série do canal NBC Blindspot.

## Premiações
| Prêmio       | Data              | Categoria                             | Resultado |
| ------------ | ----------------- | ------------------------------------- | --------- |
| Logie Awards | 2 de maio de 2010 | "Novo Artista Masculino mais Popular" | Venceu    |

## Biografia
Luke David Mitchell é filho de Chris Mitchell e Liz Griffin, tem uma irmã mais nova e três irmãos rapazes:Michael, Benjamin (Ben) Mitchell (jogador de tênis),1 e Daniel Mitchell. Os seus pais divorciaram-se quando ele ainda era pequeno e tem um padrasto que se chama Geoff Griffin. Luke jogou ténis dos 5 aos 18 anos, estudou em "Film & Television Studio International e trabalhou com profissionais como Joss McWilliam, Iain Gardner, Kim Krejus, Craig McMahon e Dean Carey. Um bom amigo do ator Charles Cottier.
Em 2010 Luke começou a sair com a atriz Rebecca Breeds e em 2012 anunciaram que se tinham comprometido e se casaram em princípios de janeiro de 2013.

## Carreira

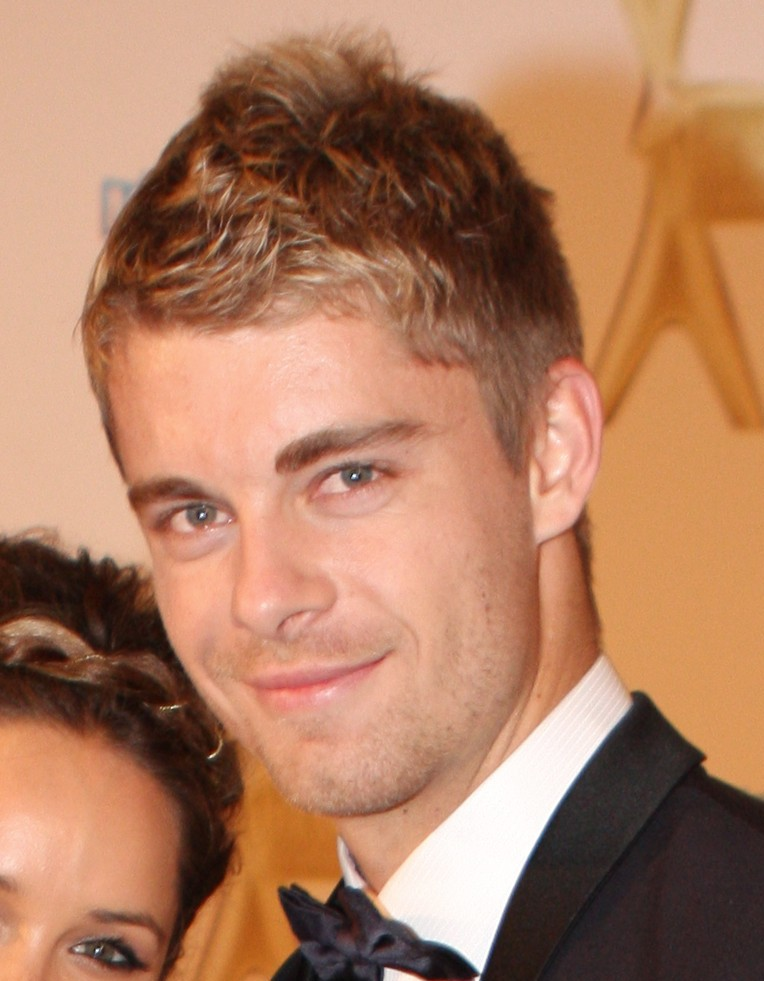
Luke Mitchell em 2011.

Antes de ser ator Luke trabalhou como modelo. Antes de ser ator foi jogador de ténis, viajou ao redor de Austrália com a companhia de entretenimento internacional: Sudden Impact Entertainment, onde trabalhou em algumas das suas obras de teatro. 
Em 2008 enquanto estava em Melbourne fez uma audição onde obteve a sua grande oportunidade quando apareceu como o menino mau: Chris Knight, em vários episódios da aclamada série australiana Neighbours.
Em 2009 se uni-o a série H2O onde interpreta o atlético e forte William "Will" Benjamin, que passou a maior parte da sua vida viajando pelo mundo com a sua família num pequeno yate. Na série Will faz par romântico com Isabella (Bella) Hartley, interpretada pela atriz Indiana Evans.
A 10 de setembro do mesmo ano se uni-o como personagem recorrente ao elenco da bem sucedida série australiana Home and Away, onde interpretou o divertido Romeo Smith, até 3 de abril de 2013 quando a sua personagem decidiu sair da baia depois de descobrir que tinha cancro.
Em 2013 fez parte do elenco da dramática serie norte-americana The Tomorrow People, onde interpretou John Young, um jovem com o poder de teletransporte que é membro do grupo Jovens de Amanhã, um grupo de jovens de todo o mundo que a etapa seguinte da evolução humana e que se unem para derrotar as forças do mal, até ao final da série que foi cancelada no final de sua primeira temporada em 2014 .
Em julho de 2014 anunciou-se que Luke se juntaria ao elenco principal da nova serie Members Only, onde interpretaria Jesse, mas a série foi cancelada por ABC antes do seu lançamento.
Em 2015 Luke anunciou que se juntou ao elenco recorrente da série Agents of S.H.I.E.L.D onde interpreta o carismático inumano Lincoln Campbell. A 1 de Janeiro do mesmo ano, também Luke, anunciou que tinha sido promovido ao elenco principal da terceira temporada dessa mesma série. 
2017 participa da segunda temporada de Blindspot, como Roman, irmão de Jane Doe.